# Novoukrainka
Novoukrainka (em ucraniano:  Мала Виска, em russo:  Ма́лая Ви́ска) é uma cidade da Ucrânia, situada no Oblast de Kirovogrado. Tem 20,6 km² de área e sua população em 2020 foi estimada em 16.538 habitantes.
Serve como centro administrativo de Novoukrainka Raion. Abriga a administração de  Novoukrainka urban hromada, uma das hromadas da Ucrânia. População: 16.080 (estimativa de 2022).